# جاي فرانك دوريا
جاي فرانك دوريا (بالإنجليزية: J. Frank Duryea) هو شخصية أعمال ومخترع أمريكي، ولد في 8 أكتوبر 1869 في واشبورن في الولايات المتحدة، وتوفي في 15 فبراير 1967 في ديب ريفر في الولايات المتحدة.

## سيرة ذاتية

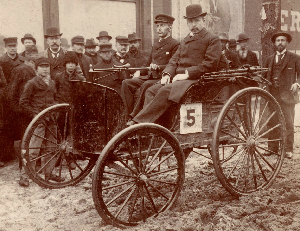
سيارة دوريا، 1895؛ الصورة التقطت في بداية سباق شيكاغو تايمز هيرالد، 28 نوفمبر 1895؛ ج. فرانك دوريا هو السائق والراكب، أحد حكام السباق، هو آرثر دبليو وايت من تورنتو كاليفورنيا.

ولد الأخوان فرانك وتشارلز في ولاية إلينوي، حيث ولد تشارلز في كانتون في سنة 1861 وولد فرانك في وايومنغ[بحاجة لمصدر] بعد ثمان سنوات. تخرج كلاهما من المدرسة الثانوية. ذهب تشارلز إلى واشنطن العاصمة ليعمل في تجارة الدراجات، ولاحقًا تبعه فرانك في عام 1888. ثم ذهب الأخوان إلى سبرينغفيلد، ماساتشوستس، وكان تشارلز وقتذاك قد حصد سمعة جيدة بسبب تصميماته غير الاعتيادية للدراجات.
درس الأخوان وبحثا محرك الاحتراق الداخلي في المكتبة العامة في سبرينجفيلد. قام تشارلز بإنجاز التصميمات وعرضها على المستثمر الرئيسي إرفين ماركهام الذي قدم ألف دولار لتمويل أعمالهما، وهو المبلغ الذي كلفهما للحصول على ورشة قديمة للآلات.
في 28 نوفمبر 1895، فاز فرانك دوريا بأول سباق للسيارات في تاريخ الولايات المتحدة، وهو السباق الذي عُرف باسم سباق شيكاغو تايمز-هيرالد، وبدأ السباق من شيكاغو إلى إيفانستون ومن ثم العودة. بعد الفوز، بدأ الطلب بالازدياد على العربة التي تعمل بالجازولين والتي طورها الأخوان، ومن ثم قاما بتصنيع بضعة عربات في السنوات اللاحقة، وكان فرانك يدير الأمور الميكانيكية في حين اهتم تشارلز بالأمور المالية والإدارية.
اختير فرانك دوريا كعضو في الصالة الفخرية للسيارات في سنة 1996.

## الفوز بأول سباق سيارات في الولايات المتحدة
في الثامن والعشرين من نوفمبر 1895، فاز فرانك دوريا بسباق شيكاغو تايمز-هيرالد وهو أول سباق للسيارات في تاريخ الولايات المتحدة الأمريكية. كان السباق عبارة عن دورة 54 ميل على طول شاطئ البحيرة من شيكاغو إلى إيفانستون، ثم عبر العديد من أحياء شيكاغو، ومن ثم العودة إلى خط البداية. عُقد السباق في وقت اشتدت فيه العواصف الثلجية، حيث علقت السيارات في الثلج ووقع اثنان من المتسابقين في غيبوبة بسبب التعرض للبرد. أما دوريا فقد أكمل السباق في عشر ساعات وثلاث وعشرين دقيقة، وقاد بمتوسط سرعة خمسة أميال وربع الميل في الساعة.
بعد انتهاء سباق باريس-روان في سنة 1894 وهو أول سباق للسيارات في العالم، قرر هيرمان إتش. كوهلستات، وهو ناشر صحيفة شيكاغو-تايمز هيرالد وأحد المتحمسين للعربات العاملة بالوقود، أن يطلق سباقًا في الولايات المتحدة، وبالفعل بدأ التحضير للسباق وشارك فيه 80 متسابق، وأغلبهم كانوا قد صنعوا سياراتهم بشكل يدوي، مما تتسبب في تأجيل السباق لمرتين لعدم جاهزية أغلب المتسابقين، ولم يستطع سوى مستابقين فقط الوصول إلى معرض السباق في مطلع نوفمبر: فرانك دوريا وأوسكار مولر الذي كان يقود سيارة بنز مستوردة، وقد فاز مولر بالسباق. وفي 28 نوفمبر، غطى الثلج بسُمك ستة إنشات طريق السباق، وباءت محاولات إزاحته بالفشل، وبسبب هذا الطقس السيئ والصعوبات الأخرى، فلم يستطع سوى 6 متسابقين من بين الـ 89 الذين سجلوا أسماءهم الوصول إلى خط البداية للمشاركة في السباق.
بالرغم من الصعوبات التي واجهت السباق، إلا أنه أعطى دفعة وأزاد الاهتمام بالعربات العاملة بالوقود في الولايات المتحدة، وبعد ذلك عاد فرانك دوريا إلى ورشته في ماساتشوستس واستكمل العمل مع شقيقه على تطوير العربات. وفي 1896، أكمل الشقيقان ثلاث عشر سيارة مصنوعة باليد، وهو ما جعلهم تاريخيًا أول منتجي السيارات في الولايات المتحدة.

## الوفاة
توفى جاي فرانك دوريا في ديب ريفر في كونيتيكت في 15 فبراير 1967.

## وصلات خارجية
- جاي فرانك دوريا على موقع الموسوعة البريطانية (الإنجليزية)
- جاي فرانك دوريا على موقع الموسوعة البريطانية (الإنجليزية)